# Plectris aberrans
Plectris aberrans är en skalbaggsart som beskrevs av Frey 1964. Plectris aberrans ingår i släktet Plectris och familjen Melolonthidae. Inga underarter finns listade i Catalogue of Life.